# Бережная, Ирина Фёдоровна
Ири́на Фе́доровна Бережна́я  (22 августа 1955 — 25 февраля 2020, Воронеж) — российский педагог, доктор педагогических наук, профессор, заведующая кафедрой педагогики и педагогической психологии факультета философии и психологии Воронежского государственного университета.

## Научная биография
Ирина Федоровна училась на историческом факультете Воронежского государственного университета с 1973 по 1978 год.
С 1978 по 1991 гг. работала преподавателем, а затем старшим преподавателем кафедры социологии и политологии ВГУ. В 2001 году стала доцентом, а затем (2014) профессором; с 2013 по 2019 г. — заведующая этой кафедры. Долгие годы руководила педагогическим отрядом ВГУ «Родник».

## Научная деятельность
В сферу научных интересов Бережной входили теория и методика профессионального образования, проблемы индивидуализации профессиональной подготовки и профессионального развития будущих специалистов, влияние образовательной среды вуза на профессиональное становление специалиста, организация воспитательной работы в вузе. Общее количество защищенных соискателей и аспирантов — 21, из них 20 — кандидатов педагогических наук, 1 — доктор педагогических наук.

## Научные труды
И. Ф. Бережная являлась автором более 200 научных, из них 14 индивидуальных и коллективных монографий. Более 40 её научных статей опубликованы в рецензируемых журналах, среди которых входящие в международные базы SCOPUS и WEB of SCIENCE. Принимала активное участие в реконструкции воронежской научно-педагогической школы.

### Монографии
- Активизация процесса обучения в военном вузе на основе модульно-рейтинговой технологии (2011)[3]
- Концепция объектно-субъектного преобразования личности в созидании новых творческих реальностей (2017)